# Laskerova zamka
Laskerova zamka poznata je šahovska zamka u otvaranju (Albinov protugambit). Nazvana je po njemačkom matematičaru i svjetskom prvaku u šahu, Emanuelu Laskeru, iako ju je prvi zabilježio talijanski  šahovski majstor Serafino Dubois. Neobična je po tome što uključuje potpromociju već u sedmom potezu.
|   | a | b | c | d | e | f | g | h |   |
| 8 | a8 black rook · b8 black knight · c8 black bishop · d8 black queen · e8 black king · g8 black knight · h8 black rook · a7 black pawn · b7 black pawn · c7 black pawn · f7 black pawn · g7 black pawn · h7 black pawn · e5 white pawn · b4 black bishop · c4 white pawn · e3 black pawn · a2 white pawn · b2 white pawn · d2 white bishop · f2 white pawn · g2 white pawn · h2 white pawn · a1 white rook · b1 white knight · d1 white queen · e1 white king · f1 white bishop · g1 white knight · h1 white rook | a8 black rook · b8 black knight · c8 black bishop · d8 black queen · e8 black king · g8 black knight · h8 black rook · a7 black pawn · b7 black pawn · c7 black pawn · f7 black pawn · g7 black pawn · h7 black pawn · e5 white pawn · b4 black bishop · c4 white pawn · e3 black pawn · a2 white pawn · b2 white pawn · d2 white bishop · f2 white pawn · g2 white pawn · h2 white pawn · a1 white rook · b1 white knight · d1 white queen · e1 white king · f1 white bishop · g1 white knight · h1 white rook | a8 black rook · b8 black knight · c8 black bishop · d8 black queen · e8 black king · g8 black knight · h8 black rook · a7 black pawn · b7 black pawn · c7 black pawn · f7 black pawn · g7 black pawn · h7 black pawn · e5 white pawn · b4 black bishop · c4 white pawn · e3 black pawn · a2 white pawn · b2 white pawn · d2 white bishop · f2 white pawn · g2 white pawn · h2 white pawn · a1 white rook · b1 white knight · d1 white queen · e1 white king · f1 white bishop · g1 white knight · h1 white rook | a8 black rook · b8 black knight · c8 black bishop · d8 black queen · e8 black king · g8 black knight · h8 black rook · a7 black pawn · b7 black pawn · c7 black pawn · f7 black pawn · g7 black pawn · h7 black pawn · e5 white pawn · b4 black bishop · c4 white pawn · e3 black pawn · a2 white pawn · b2 white pawn · d2 white bishop · f2 white pawn · g2 white pawn · h2 white pawn · a1 white rook · b1 white knight · d1 white queen · e1 white king · f1 white bishop · g1 white knight · h1 white rook | a8 black rook · b8 black knight · c8 black bishop · d8 black queen · e8 black king · g8 black knight · h8 black rook · a7 black pawn · b7 black pawn · c7 black pawn · f7 black pawn · g7 black pawn · h7 black pawn · e5 white pawn · b4 black bishop · c4 white pawn · e3 black pawn · a2 white pawn · b2 white pawn · d2 white bishop · f2 white pawn · g2 white pawn · h2 white pawn · a1 white rook · b1 white knight · d1 white queen · e1 white king · f1 white bishop · g1 white knight · h1 white rook | a8 black rook · b8 black knight · c8 black bishop · d8 black queen · e8 black king · g8 black knight · h8 black rook · a7 black pawn · b7 black pawn · c7 black pawn · f7 black pawn · g7 black pawn · h7 black pawn · e5 white pawn · b4 black bishop · c4 white pawn · e3 black pawn · a2 white pawn · b2 white pawn · d2 white bishop · f2 white pawn · g2 white pawn · h2 white pawn · a1 white rook · b1 white knight · d1 white queen · e1 white king · f1 white bishop · g1 white knight · h1 white rook | a8 black rook · b8 black knight · c8 black bishop · d8 black queen · e8 black king · g8 black knight · h8 black rook · a7 black pawn · b7 black pawn · c7 black pawn · f7 black pawn · g7 black pawn · h7 black pawn · e5 white pawn · b4 black bishop · c4 white pawn · e3 black pawn · a2 white pawn · b2 white pawn · d2 white bishop · f2 white pawn · g2 white pawn · h2 white pawn · a1 white rook · b1 white knight · d1 white queen · e1 white king · f1 white bishop · g1 white knight · h1 white rook | a8 black rook · b8 black knight · c8 black bishop · d8 black queen · e8 black king · g8 black knight · h8 black rook · a7 black pawn · b7 black pawn · c7 black pawn · f7 black pawn · g7 black pawn · h7 black pawn · e5 white pawn · b4 black bishop · c4 white pawn · e3 black pawn · a2 white pawn · b2 white pawn · d2 white bishop · f2 white pawn · g2 white pawn · h2 white pawn · a1 white rook · b1 white knight · d1 white queen · e1 white king · f1 white bishop · g1 white knight · h1 white rook | 8 |
| 7 | a8 black rook · b8 black knight · c8 black bishop · d8 black queen · e8 black king · g8 black knight · h8 black rook · a7 black pawn · b7 black pawn · c7 black pawn · f7 black pawn · g7 black pawn · h7 black pawn · e5 white pawn · b4 black bishop · c4 white pawn · e3 black pawn · a2 white pawn · b2 white pawn · d2 white bishop · f2 white pawn · g2 white pawn · h2 white pawn · a1 white rook · b1 white knight · d1 white queen · e1 white king · f1 white bishop · g1 white knight · h1 white rook | a8 black rook · b8 black knight · c8 black bishop · d8 black queen · e8 black king · g8 black knight · h8 black rook · a7 black pawn · b7 black pawn · c7 black pawn · f7 black pawn · g7 black pawn · h7 black pawn · e5 white pawn · b4 black bishop · c4 white pawn · e3 black pawn · a2 white pawn · b2 white pawn · d2 white bishop · f2 white pawn · g2 white pawn · h2 white pawn · a1 white rook · b1 white knight · d1 white queen · e1 white king · f1 white bishop · g1 white knight · h1 white rook | a8 black rook · b8 black knight · c8 black bishop · d8 black queen · e8 black king · g8 black knight · h8 black rook · a7 black pawn · b7 black pawn · c7 black pawn · f7 black pawn · g7 black pawn · h7 black pawn · e5 white pawn · b4 black bishop · c4 white pawn · e3 black pawn · a2 white pawn · b2 white pawn · d2 white bishop · f2 white pawn · g2 white pawn · h2 white pawn · a1 white rook · b1 white knight · d1 white queen · e1 white king · f1 white bishop · g1 white knight · h1 white rook | a8 black rook · b8 black knight · c8 black bishop · d8 black queen · e8 black king · g8 black knight · h8 black rook · a7 black pawn · b7 black pawn · c7 black pawn · f7 black pawn · g7 black pawn · h7 black pawn · e5 white pawn · b4 black bishop · c4 white pawn · e3 black pawn · a2 white pawn · b2 white pawn · d2 white bishop · f2 white pawn · g2 white pawn · h2 white pawn · a1 white rook · b1 white knight · d1 white queen · e1 white king · f1 white bishop · g1 white knight · h1 white rook | a8 black rook · b8 black knight · c8 black bishop · d8 black queen · e8 black king · g8 black knight · h8 black rook · a7 black pawn · b7 black pawn · c7 black pawn · f7 black pawn · g7 black pawn · h7 black pawn · e5 white pawn · b4 black bishop · c4 white pawn · e3 black pawn · a2 white pawn · b2 white pawn · d2 white bishop · f2 white pawn · g2 white pawn · h2 white pawn · a1 white rook · b1 white knight · d1 white queen · e1 white king · f1 white bishop · g1 white knight · h1 white rook | a8 black rook · b8 black knight · c8 black bishop · d8 black queen · e8 black king · g8 black knight · h8 black rook · a7 black pawn · b7 black pawn · c7 black pawn · f7 black pawn · g7 black pawn · h7 black pawn · e5 white pawn · b4 black bishop · c4 white pawn · e3 black pawn · a2 white pawn · b2 white pawn · d2 white bishop · f2 white pawn · g2 white pawn · h2 white pawn · a1 white rook · b1 white knight · d1 white queen · e1 white king · f1 white bishop · g1 white knight · h1 white rook | a8 black rook · b8 black knight · c8 black bishop · d8 black queen · e8 black king · g8 black knight · h8 black rook · a7 black pawn · b7 black pawn · c7 black pawn · f7 black pawn · g7 black pawn · h7 black pawn · e5 white pawn · b4 black bishop · c4 white pawn · e3 black pawn · a2 white pawn · b2 white pawn · d2 white bishop · f2 white pawn · g2 white pawn · h2 white pawn · a1 white rook · b1 white knight · d1 white queen · e1 white king · f1 white bishop · g1 white knight · h1 white rook | a8 black rook · b8 black knight · c8 black bishop · d8 black queen · e8 black king · g8 black knight · h8 black rook · a7 black pawn · b7 black pawn · c7 black pawn · f7 black pawn · g7 black pawn · h7 black pawn · e5 white pawn · b4 black bishop · c4 white pawn · e3 black pawn · a2 white pawn · b2 white pawn · d2 white bishop · f2 white pawn · g2 white pawn · h2 white pawn · a1 white rook · b1 white knight · d1 white queen · e1 white king · f1 white bishop · g1 white knight · h1 white rook | 7 |
| 6 | a8 black rook · b8 black knight · c8 black bishop · d8 black queen · e8 black king · g8 black knight · h8 black rook · a7 black pawn · b7 black pawn · c7 black pawn · f7 black pawn · g7 black pawn · h7 black pawn · e5 white pawn · b4 black bishop · c4 white pawn · e3 black pawn · a2 white pawn · b2 white pawn · d2 white bishop · f2 white pawn · g2 white pawn · h2 white pawn · a1 white rook · b1 white knight · d1 white queen · e1 white king · f1 white bishop · g1 white knight · h1 white rook | a8 black rook · b8 black knight · c8 black bishop · d8 black queen · e8 black king · g8 black knight · h8 black rook · a7 black pawn · b7 black pawn · c7 black pawn · f7 black pawn · g7 black pawn · h7 black pawn · e5 white pawn · b4 black bishop · c4 white pawn · e3 black pawn · a2 white pawn · b2 white pawn · d2 white bishop · f2 white pawn · g2 white pawn · h2 white pawn · a1 white rook · b1 white knight · d1 white queen · e1 white king · f1 white bishop · g1 white knight · h1 white rook | a8 black rook · b8 black knight · c8 black bishop · d8 black queen · e8 black king · g8 black knight · h8 black rook · a7 black pawn · b7 black pawn · c7 black pawn · f7 black pawn · g7 black pawn · h7 black pawn · e5 white pawn · b4 black bishop · c4 white pawn · e3 black pawn · a2 white pawn · b2 white pawn · d2 white bishop · f2 white pawn · g2 white pawn · h2 white pawn · a1 white rook · b1 white knight · d1 white queen · e1 white king · f1 white bishop · g1 white knight · h1 white rook | a8 black rook · b8 black knight · c8 black bishop · d8 black queen · e8 black king · g8 black knight · h8 black rook · a7 black pawn · b7 black pawn · c7 black pawn · f7 black pawn · g7 black pawn · h7 black pawn · e5 white pawn · b4 black bishop · c4 white pawn · e3 black pawn · a2 white pawn · b2 white pawn · d2 white bishop · f2 white pawn · g2 white pawn · h2 white pawn · a1 white rook · b1 white knight · d1 white queen · e1 white king · f1 white bishop · g1 white knight · h1 white rook | a8 black rook · b8 black knight · c8 black bishop · d8 black queen · e8 black king · g8 black knight · h8 black rook · a7 black pawn · b7 black pawn · c7 black pawn · f7 black pawn · g7 black pawn · h7 black pawn · e5 white pawn · b4 black bishop · c4 white pawn · e3 black pawn · a2 white pawn · b2 white pawn · d2 white bishop · f2 white pawn · g2 white pawn · h2 white pawn · a1 white rook · b1 white knight · d1 white queen · e1 white king · f1 white bishop · g1 white knight · h1 white rook | a8 black rook · b8 black knight · c8 black bishop · d8 black queen · e8 black king · g8 black knight · h8 black rook · a7 black pawn · b7 black pawn · c7 black pawn · f7 black pawn · g7 black pawn · h7 black pawn · e5 white pawn · b4 black bishop · c4 white pawn · e3 black pawn · a2 white pawn · b2 white pawn · d2 white bishop · f2 white pawn · g2 white pawn · h2 white pawn · a1 white rook · b1 white knight · d1 white queen · e1 white king · f1 white bishop · g1 white knight · h1 white rook | a8 black rook · b8 black knight · c8 black bishop · d8 black queen · e8 black king · g8 black knight · h8 black rook · a7 black pawn · b7 black pawn · c7 black pawn · f7 black pawn · g7 black pawn · h7 black pawn · e5 white pawn · b4 black bishop · c4 white pawn · e3 black pawn · a2 white pawn · b2 white pawn · d2 white bishop · f2 white pawn · g2 white pawn · h2 white pawn · a1 white rook · b1 white knight · d1 white queen · e1 white king · f1 white bishop · g1 white knight · h1 white rook | a8 black rook · b8 black knight · c8 black bishop · d8 black queen · e8 black king · g8 black knight · h8 black rook · a7 black pawn · b7 black pawn · c7 black pawn · f7 black pawn · g7 black pawn · h7 black pawn · e5 white pawn · b4 black bishop · c4 white pawn · e3 black pawn · a2 white pawn · b2 white pawn · d2 white bishop · f2 white pawn · g2 white pawn · h2 white pawn · a1 white rook · b1 white knight · d1 white queen · e1 white king · f1 white bishop · g1 white knight · h1 white rook | 6 |
| 5 | a8 black rook · b8 black knight · c8 black bishop · d8 black queen · e8 black king · g8 black knight · h8 black rook · a7 black pawn · b7 black pawn · c7 black pawn · f7 black pawn · g7 black pawn · h7 black pawn · e5 white pawn · b4 black bishop · c4 white pawn · e3 black pawn · a2 white pawn · b2 white pawn · d2 white bishop · f2 white pawn · g2 white pawn · h2 white pawn · a1 white rook · b1 white knight · d1 white queen · e1 white king · f1 white bishop · g1 white knight · h1 white rook | a8 black rook · b8 black knight · c8 black bishop · d8 black queen · e8 black king · g8 black knight · h8 black rook · a7 black pawn · b7 black pawn · c7 black pawn · f7 black pawn · g7 black pawn · h7 black pawn · e5 white pawn · b4 black bishop · c4 white pawn · e3 black pawn · a2 white pawn · b2 white pawn · d2 white bishop · f2 white pawn · g2 white pawn · h2 white pawn · a1 white rook · b1 white knight · d1 white queen · e1 white king · f1 white bishop · g1 white knight · h1 white rook | a8 black rook · b8 black knight · c8 black bishop · d8 black queen · e8 black king · g8 black knight · h8 black rook · a7 black pawn · b7 black pawn · c7 black pawn · f7 black pawn · g7 black pawn · h7 black pawn · e5 white pawn · b4 black bishop · c4 white pawn · e3 black pawn · a2 white pawn · b2 white pawn · d2 white bishop · f2 white pawn · g2 white pawn · h2 white pawn · a1 white rook · b1 white knight · d1 white queen · e1 white king · f1 white bishop · g1 white knight · h1 white rook | a8 black rook · b8 black knight · c8 black bishop · d8 black queen · e8 black king · g8 black knight · h8 black rook · a7 black pawn · b7 black pawn · c7 black pawn · f7 black pawn · g7 black pawn · h7 black pawn · e5 white pawn · b4 black bishop · c4 white pawn · e3 black pawn · a2 white pawn · b2 white pawn · d2 white bishop · f2 white pawn · g2 white pawn · h2 white pawn · a1 white rook · b1 white knight · d1 white queen · e1 white king · f1 white bishop · g1 white knight · h1 white rook | a8 black rook · b8 black knight · c8 black bishop · d8 black queen · e8 black king · g8 black knight · h8 black rook · a7 black pawn · b7 black pawn · c7 black pawn · f7 black pawn · g7 black pawn · h7 black pawn · e5 white pawn · b4 black bishop · c4 white pawn · e3 black pawn · a2 white pawn · b2 white pawn · d2 white bishop · f2 white pawn · g2 white pawn · h2 white pawn · a1 white rook · b1 white knight · d1 white queen · e1 white king · f1 white bishop · g1 white knight · h1 white rook | a8 black rook · b8 black knight · c8 black bishop · d8 black queen · e8 black king · g8 black knight · h8 black rook · a7 black pawn · b7 black pawn · c7 black pawn · f7 black pawn · g7 black pawn · h7 black pawn · e5 white pawn · b4 black bishop · c4 white pawn · e3 black pawn · a2 white pawn · b2 white pawn · d2 white bishop · f2 white pawn · g2 white pawn · h2 white pawn · a1 white rook · b1 white knight · d1 white queen · e1 white king · f1 white bishop · g1 white knight · h1 white rook | a8 black rook · b8 black knight · c8 black bishop · d8 black queen · e8 black king · g8 black knight · h8 black rook · a7 black pawn · b7 black pawn · c7 black pawn · f7 black pawn · g7 black pawn · h7 black pawn · e5 white pawn · b4 black bishop · c4 white pawn · e3 black pawn · a2 white pawn · b2 white pawn · d2 white bishop · f2 white pawn · g2 white pawn · h2 white pawn · a1 white rook · b1 white knight · d1 white queen · e1 white king · f1 white bishop · g1 white knight · h1 white rook | a8 black rook · b8 black knight · c8 black bishop · d8 black queen · e8 black king · g8 black knight · h8 black rook · a7 black pawn · b7 black pawn · c7 black pawn · f7 black pawn · g7 black pawn · h7 black pawn · e5 white pawn · b4 black bishop · c4 white pawn · e3 black pawn · a2 white pawn · b2 white pawn · d2 white bishop · f2 white pawn · g2 white pawn · h2 white pawn · a1 white rook · b1 white knight · d1 white queen · e1 white king · f1 white bishop · g1 white knight · h1 white rook | 5 |
| 4 | a8 black rook · b8 black knight · c8 black bishop · d8 black queen · e8 black king · g8 black knight · h8 black rook · a7 black pawn · b7 black pawn · c7 black pawn · f7 black pawn · g7 black pawn · h7 black pawn · e5 white pawn · b4 black bishop · c4 white pawn · e3 black pawn · a2 white pawn · b2 white pawn · d2 white bishop · f2 white pawn · g2 white pawn · h2 white pawn · a1 white rook · b1 white knight · d1 white queen · e1 white king · f1 white bishop · g1 white knight · h1 white rook | a8 black rook · b8 black knight · c8 black bishop · d8 black queen · e8 black king · g8 black knight · h8 black rook · a7 black pawn · b7 black pawn · c7 black pawn · f7 black pawn · g7 black pawn · h7 black pawn · e5 white pawn · b4 black bishop · c4 white pawn · e3 black pawn · a2 white pawn · b2 white pawn · d2 white bishop · f2 white pawn · g2 white pawn · h2 white pawn · a1 white rook · b1 white knight · d1 white queen · e1 white king · f1 white bishop · g1 white knight · h1 white rook | a8 black rook · b8 black knight · c8 black bishop · d8 black queen · e8 black king · g8 black knight · h8 black rook · a7 black pawn · b7 black pawn · c7 black pawn · f7 black pawn · g7 black pawn · h7 black pawn · e5 white pawn · b4 black bishop · c4 white pawn · e3 black pawn · a2 white pawn · b2 white pawn · d2 white bishop · f2 white pawn · g2 white pawn · h2 white pawn · a1 white rook · b1 white knight · d1 white queen · e1 white king · f1 white bishop · g1 white knight · h1 white rook | a8 black rook · b8 black knight · c8 black bishop · d8 black queen · e8 black king · g8 black knight · h8 black rook · a7 black pawn · b7 black pawn · c7 black pawn · f7 black pawn · g7 black pawn · h7 black pawn · e5 white pawn · b4 black bishop · c4 white pawn · e3 black pawn · a2 white pawn · b2 white pawn · d2 white bishop · f2 white pawn · g2 white pawn · h2 white pawn · a1 white rook · b1 white knight · d1 white queen · e1 white king · f1 white bishop · g1 white knight · h1 white rook | a8 black rook · b8 black knight · c8 black bishop · d8 black queen · e8 black king · g8 black knight · h8 black rook · a7 black pawn · b7 black pawn · c7 black pawn · f7 black pawn · g7 black pawn · h7 black pawn · e5 white pawn · b4 black bishop · c4 white pawn · e3 black pawn · a2 white pawn · b2 white pawn · d2 white bishop · f2 white pawn · g2 white pawn · h2 white pawn · a1 white rook · b1 white knight · d1 white queen · e1 white king · f1 white bishop · g1 white knight · h1 white rook | a8 black rook · b8 black knight · c8 black bishop · d8 black queen · e8 black king · g8 black knight · h8 black rook · a7 black pawn · b7 black pawn · c7 black pawn · f7 black pawn · g7 black pawn · h7 black pawn · e5 white pawn · b4 black bishop · c4 white pawn · e3 black pawn · a2 white pawn · b2 white pawn · d2 white bishop · f2 white pawn · g2 white pawn · h2 white pawn · a1 white rook · b1 white knight · d1 white queen · e1 white king · f1 white bishop · g1 white knight · h1 white rook | a8 black rook · b8 black knight · c8 black bishop · d8 black queen · e8 black king · g8 black knight · h8 black rook · a7 black pawn · b7 black pawn · c7 black pawn · f7 black pawn · g7 black pawn · h7 black pawn · e5 white pawn · b4 black bishop · c4 white pawn · e3 black pawn · a2 white pawn · b2 white pawn · d2 white bishop · f2 white pawn · g2 white pawn · h2 white pawn · a1 white rook · b1 white knight · d1 white queen · e1 white king · f1 white bishop · g1 white knight · h1 white rook | a8 black rook · b8 black knight · c8 black bishop · d8 black queen · e8 black king · g8 black knight · h8 black rook · a7 black pawn · b7 black pawn · c7 black pawn · f7 black pawn · g7 black pawn · h7 black pawn · e5 white pawn · b4 black bishop · c4 white pawn · e3 black pawn · a2 white pawn · b2 white pawn · d2 white bishop · f2 white pawn · g2 white pawn · h2 white pawn · a1 white rook · b1 white knight · d1 white queen · e1 white king · f1 white bishop · g1 white knight · h1 white rook | 4 |
| 3 | a8 black rook · b8 black knight · c8 black bishop · d8 black queen · e8 black king · g8 black knight · h8 black rook · a7 black pawn · b7 black pawn · c7 black pawn · f7 black pawn · g7 black pawn · h7 black pawn · e5 white pawn · b4 black bishop · c4 white pawn · e3 black pawn · a2 white pawn · b2 white pawn · d2 white bishop · f2 white pawn · g2 white pawn · h2 white pawn · a1 white rook · b1 white knight · d1 white queen · e1 white king · f1 white bishop · g1 white knight · h1 white rook | a8 black rook · b8 black knight · c8 black bishop · d8 black queen · e8 black king · g8 black knight · h8 black rook · a7 black pawn · b7 black pawn · c7 black pawn · f7 black pawn · g7 black pawn · h7 black pawn · e5 white pawn · b4 black bishop · c4 white pawn · e3 black pawn · a2 white pawn · b2 white pawn · d2 white bishop · f2 white pawn · g2 white pawn · h2 white pawn · a1 white rook · b1 white knight · d1 white queen · e1 white king · f1 white bishop · g1 white knight · h1 white rook | a8 black rook · b8 black knight · c8 black bishop · d8 black queen · e8 black king · g8 black knight · h8 black rook · a7 black pawn · b7 black pawn · c7 black pawn · f7 black pawn · g7 black pawn · h7 black pawn · e5 white pawn · b4 black bishop · c4 white pawn · e3 black pawn · a2 white pawn · b2 white pawn · d2 white bishop · f2 white pawn · g2 white pawn · h2 white pawn · a1 white rook · b1 white knight · d1 white queen · e1 white king · f1 white bishop · g1 white knight · h1 white rook | a8 black rook · b8 black knight · c8 black bishop · d8 black queen · e8 black king · g8 black knight · h8 black rook · a7 black pawn · b7 black pawn · c7 black pawn · f7 black pawn · g7 black pawn · h7 black pawn · e5 white pawn · b4 black bishop · c4 white pawn · e3 black pawn · a2 white pawn · b2 white pawn · d2 white bishop · f2 white pawn · g2 white pawn · h2 white pawn · a1 white rook · b1 white knight · d1 white queen · e1 white king · f1 white bishop · g1 white knight · h1 white rook | a8 black rook · b8 black knight · c8 black bishop · d8 black queen · e8 black king · g8 black knight · h8 black rook · a7 black pawn · b7 black pawn · c7 black pawn · f7 black pawn · g7 black pawn · h7 black pawn · e5 white pawn · b4 black bishop · c4 white pawn · e3 black pawn · a2 white pawn · b2 white pawn · d2 white bishop · f2 white pawn · g2 white pawn · h2 white pawn · a1 white rook · b1 white knight · d1 white queen · e1 white king · f1 white bishop · g1 white knight · h1 white rook | a8 black rook · b8 black knight · c8 black bishop · d8 black queen · e8 black king · g8 black knight · h8 black rook · a7 black pawn · b7 black pawn · c7 black pawn · f7 black pawn · g7 black pawn · h7 black pawn · e5 white pawn · b4 black bishop · c4 white pawn · e3 black pawn · a2 white pawn · b2 white pawn · d2 white bishop · f2 white pawn · g2 white pawn · h2 white pawn · a1 white rook · b1 white knight · d1 white queen · e1 white king · f1 white bishop · g1 white knight · h1 white rook | a8 black rook · b8 black knight · c8 black bishop · d8 black queen · e8 black king · g8 black knight · h8 black rook · a7 black pawn · b7 black pawn · c7 black pawn · f7 black pawn · g7 black pawn · h7 black pawn · e5 white pawn · b4 black bishop · c4 white pawn · e3 black pawn · a2 white pawn · b2 white pawn · d2 white bishop · f2 white pawn · g2 white pawn · h2 white pawn · a1 white rook · b1 white knight · d1 white queen · e1 white king · f1 white bishop · g1 white knight · h1 white rook | a8 black rook · b8 black knight · c8 black bishop · d8 black queen · e8 black king · g8 black knight · h8 black rook · a7 black pawn · b7 black pawn · c7 black pawn · f7 black pawn · g7 black pawn · h7 black pawn · e5 white pawn · b4 black bishop · c4 white pawn · e3 black pawn · a2 white pawn · b2 white pawn · d2 white bishop · f2 white pawn · g2 white pawn · h2 white pawn · a1 white rook · b1 white knight · d1 white queen · e1 white king · f1 white bishop · g1 white knight · h1 white rook | 3 |
| 2 | a8 black rook · b8 black knight · c8 black bishop · d8 black queen · e8 black king · g8 black knight · h8 black rook · a7 black pawn · b7 black pawn · c7 black pawn · f7 black pawn · g7 black pawn · h7 black pawn · e5 white pawn · b4 black bishop · c4 white pawn · e3 black pawn · a2 white pawn · b2 white pawn · d2 white bishop · f2 white pawn · g2 white pawn · h2 white pawn · a1 white rook · b1 white knight · d1 white queen · e1 white king · f1 white bishop · g1 white knight · h1 white rook | a8 black rook · b8 black knight · c8 black bishop · d8 black queen · e8 black king · g8 black knight · h8 black rook · a7 black pawn · b7 black pawn · c7 black pawn · f7 black pawn · g7 black pawn · h7 black pawn · e5 white pawn · b4 black bishop · c4 white pawn · e3 black pawn · a2 white pawn · b2 white pawn · d2 white bishop · f2 white pawn · g2 white pawn · h2 white pawn · a1 white rook · b1 white knight · d1 white queen · e1 white king · f1 white bishop · g1 white knight · h1 white rook | a8 black rook · b8 black knight · c8 black bishop · d8 black queen · e8 black king · g8 black knight · h8 black rook · a7 black pawn · b7 black pawn · c7 black pawn · f7 black pawn · g7 black pawn · h7 black pawn · e5 white pawn · b4 black bishop · c4 white pawn · e3 black pawn · a2 white pawn · b2 white pawn · d2 white bishop · f2 white pawn · g2 white pawn · h2 white pawn · a1 white rook · b1 white knight · d1 white queen · e1 white king · f1 white bishop · g1 white knight · h1 white rook | a8 black rook · b8 black knight · c8 black bishop · d8 black queen · e8 black king · g8 black knight · h8 black rook · a7 black pawn · b7 black pawn · c7 black pawn · f7 black pawn · g7 black pawn · h7 black pawn · e5 white pawn · b4 black bishop · c4 white pawn · e3 black pawn · a2 white pawn · b2 white pawn · d2 white bishop · f2 white pawn · g2 white pawn · h2 white pawn · a1 white rook · b1 white knight · d1 white queen · e1 white king · f1 white bishop · g1 white knight · h1 white rook | a8 black rook · b8 black knight · c8 black bishop · d8 black queen · e8 black king · g8 black knight · h8 black rook · a7 black pawn · b7 black pawn · c7 black pawn · f7 black pawn · g7 black pawn · h7 black pawn · e5 white pawn · b4 black bishop · c4 white pawn · e3 black pawn · a2 white pawn · b2 white pawn · d2 white bishop · f2 white pawn · g2 white pawn · h2 white pawn · a1 white rook · b1 white knight · d1 white queen · e1 white king · f1 white bishop · g1 white knight · h1 white rook | a8 black rook · b8 black knight · c8 black bishop · d8 black queen · e8 black king · g8 black knight · h8 black rook · a7 black pawn · b7 black pawn · c7 black pawn · f7 black pawn · g7 black pawn · h7 black pawn · e5 white pawn · b4 black bishop · c4 white pawn · e3 black pawn · a2 white pawn · b2 white pawn · d2 white bishop · f2 white pawn · g2 white pawn · h2 white pawn · a1 white rook · b1 white knight · d1 white queen · e1 white king · f1 white bishop · g1 white knight · h1 white rook | a8 black rook · b8 black knight · c8 black bishop · d8 black queen · e8 black king · g8 black knight · h8 black rook · a7 black pawn · b7 black pawn · c7 black pawn · f7 black pawn · g7 black pawn · h7 black pawn · e5 white pawn · b4 black bishop · c4 white pawn · e3 black pawn · a2 white pawn · b2 white pawn · d2 white bishop · f2 white pawn · g2 white pawn · h2 white pawn · a1 white rook · b1 white knight · d1 white queen · e1 white king · f1 white bishop · g1 white knight · h1 white rook | a8 black rook · b8 black knight · c8 black bishop · d8 black queen · e8 black king · g8 black knight · h8 black rook · a7 black pawn · b7 black pawn · c7 black pawn · f7 black pawn · g7 black pawn · h7 black pawn · e5 white pawn · b4 black bishop · c4 white pawn · e3 black pawn · a2 white pawn · b2 white pawn · d2 white bishop · f2 white pawn · g2 white pawn · h2 white pawn · a1 white rook · b1 white knight · d1 white queen · e1 white king · f1 white bishop · g1 white knight · h1 white rook | 2 |
| 1 | a8 black rook · b8 black knight · c8 black bishop · d8 black queen · e8 black king · g8 black knight · h8 black rook · a7 black pawn · b7 black pawn · c7 black pawn · f7 black pawn · g7 black pawn · h7 black pawn · e5 white pawn · b4 black bishop · c4 white pawn · e3 black pawn · a2 white pawn · b2 white pawn · d2 white bishop · f2 white pawn · g2 white pawn · h2 white pawn · a1 white rook · b1 white knight · d1 white queen · e1 white king · f1 white bishop · g1 white knight · h1 white rook | a8 black rook · b8 black knight · c8 black bishop · d8 black queen · e8 black king · g8 black knight · h8 black rook · a7 black pawn · b7 black pawn · c7 black pawn · f7 black pawn · g7 black pawn · h7 black pawn · e5 white pawn · b4 black bishop · c4 white pawn · e3 black pawn · a2 white pawn · b2 white pawn · d2 white bishop · f2 white pawn · g2 white pawn · h2 white pawn · a1 white rook · b1 white knight · d1 white queen · e1 white king · f1 white bishop · g1 white knight · h1 white rook | a8 black rook · b8 black knight · c8 black bishop · d8 black queen · e8 black king · g8 black knight · h8 black rook · a7 black pawn · b7 black pawn · c7 black pawn · f7 black pawn · g7 black pawn · h7 black pawn · e5 white pawn · b4 black bishop · c4 white pawn · e3 black pawn · a2 white pawn · b2 white pawn · d2 white bishop · f2 white pawn · g2 white pawn · h2 white pawn · a1 white rook · b1 white knight · d1 white queen · e1 white king · f1 white bishop · g1 white knight · h1 white rook | a8 black rook · b8 black knight · c8 black bishop · d8 black queen · e8 black king · g8 black knight · h8 black rook · a7 black pawn · b7 black pawn · c7 black pawn · f7 black pawn · g7 black pawn · h7 black pawn · e5 white pawn · b4 black bishop · c4 white pawn · e3 black pawn · a2 white pawn · b2 white pawn · d2 white bishop · f2 white pawn · g2 white pawn · h2 white pawn · a1 white rook · b1 white knight · d1 white queen · e1 white king · f1 white bishop · g1 white knight · h1 white rook | a8 black rook · b8 black knight · c8 black bishop · d8 black queen · e8 black king · g8 black knight · h8 black rook · a7 black pawn · b7 black pawn · c7 black pawn · f7 black pawn · g7 black pawn · h7 black pawn · e5 white pawn · b4 black bishop · c4 white pawn · e3 black pawn · a2 white pawn · b2 white pawn · d2 white bishop · f2 white pawn · g2 white pawn · h2 white pawn · a1 white rook · b1 white knight · d1 white queen · e1 white king · f1 white bishop · g1 white knight · h1 white rook | a8 black rook · b8 black knight · c8 black bishop · d8 black queen · e8 black king · g8 black knight · h8 black rook · a7 black pawn · b7 black pawn · c7 black pawn · f7 black pawn · g7 black pawn · h7 black pawn · e5 white pawn · b4 black bishop · c4 white pawn · e3 black pawn · a2 white pawn · b2 white pawn · d2 white bishop · f2 white pawn · g2 white pawn · h2 white pawn · a1 white rook · b1 white knight · d1 white queen · e1 white king · f1 white bishop · g1 white knight · h1 white rook | a8 black rook · b8 black knight · c8 black bishop · d8 black queen · e8 black king · g8 black knight · h8 black rook · a7 black pawn · b7 black pawn · c7 black pawn · f7 black pawn · g7 black pawn · h7 black pawn · e5 white pawn · b4 black bishop · c4 white pawn · e3 black pawn · a2 white pawn · b2 white pawn · d2 white bishop · f2 white pawn · g2 white pawn · h2 white pawn · a1 white rook · b1 white knight · d1 white queen · e1 white king · f1 white bishop · g1 white knight · h1 white rook | a8 black rook · b8 black knight · c8 black bishop · d8 black queen · e8 black king · g8 black knight · h8 black rook · a7 black pawn · b7 black pawn · c7 black pawn · f7 black pawn · g7 black pawn · h7 black pawn · e5 white pawn · b4 black bishop · c4 white pawn · e3 black pawn · a2 white pawn · b2 white pawn · d2 white bishop · f2 white pawn · g2 white pawn · h2 white pawn · a1 white rook · b1 white knight · d1 white queen · e1 white king · f1 white bishop · g1 white knight · h1 white rook | 1 |
|   | a | b | c | d | e | f | g | h |   |

Ideju zamke uspješno je primijenio Emanuel Lasker 1899. u Moskvi u konzultantskoj partiji protiv Blumenfelda, Boyarkowa i Falka.

## Analiza
1. d4 d5 2. c4 e5
Albinov protugambit.
3. dxe5 d4
crni pješak na d4 opasniji je nego što se čini.
4. e3?
Loš potez. Bolje je 4. Sf3.
4... Lb4+ 5. Ld2 dxe3! (vidi dijagram)
Najbolja opcija Bijelom je prihvatiti udvojene pješake s 6. fxe3. Crni dobiva blagu prednost, ali Bijeli može držati poziciju u granicama jednakosti.
6. Lxb4??
Ulazak u zamku.
6... exf2+
Sada bi 7. Kxf2 izgubilo damu zbog 7... Dxd1 pa je Bijeli prinuđen igrati 7. Ke2.
|   | a | b | c | d | e | f | g | h |   |
| 8 | a8 black rook · b8 black knight · c8 black bishop · d8 black queen · e8 black king · g8 black knight · h8 black rook · a7 black pawn · b7 black pawn · c7 black pawn · f7 black pawn · g7 black pawn · h7 black pawn · e5 white pawn · b4 white bishop · c4 white pawn · a2 white pawn · b2 white pawn · e2 white king · g2 white pawn · h2 white pawn · a1 white rook · b1 white knight · d1 white queen · f1 white bishop · g1 black knight · h1 white rook | a8 black rook · b8 black knight · c8 black bishop · d8 black queen · e8 black king · g8 black knight · h8 black rook · a7 black pawn · b7 black pawn · c7 black pawn · f7 black pawn · g7 black pawn · h7 black pawn · e5 white pawn · b4 white bishop · c4 white pawn · a2 white pawn · b2 white pawn · e2 white king · g2 white pawn · h2 white pawn · a1 white rook · b1 white knight · d1 white queen · f1 white bishop · g1 black knight · h1 white rook | a8 black rook · b8 black knight · c8 black bishop · d8 black queen · e8 black king · g8 black knight · h8 black rook · a7 black pawn · b7 black pawn · c7 black pawn · f7 black pawn · g7 black pawn · h7 black pawn · e5 white pawn · b4 white bishop · c4 white pawn · a2 white pawn · b2 white pawn · e2 white king · g2 white pawn · h2 white pawn · a1 white rook · b1 white knight · d1 white queen · f1 white bishop · g1 black knight · h1 white rook | a8 black rook · b8 black knight · c8 black bishop · d8 black queen · e8 black king · g8 black knight · h8 black rook · a7 black pawn · b7 black pawn · c7 black pawn · f7 black pawn · g7 black pawn · h7 black pawn · e5 white pawn · b4 white bishop · c4 white pawn · a2 white pawn · b2 white pawn · e2 white king · g2 white pawn · h2 white pawn · a1 white rook · b1 white knight · d1 white queen · f1 white bishop · g1 black knight · h1 white rook | a8 black rook · b8 black knight · c8 black bishop · d8 black queen · e8 black king · g8 black knight · h8 black rook · a7 black pawn · b7 black pawn · c7 black pawn · f7 black pawn · g7 black pawn · h7 black pawn · e5 white pawn · b4 white bishop · c4 white pawn · a2 white pawn · b2 white pawn · e2 white king · g2 white pawn · h2 white pawn · a1 white rook · b1 white knight · d1 white queen · f1 white bishop · g1 black knight · h1 white rook | a8 black rook · b8 black knight · c8 black bishop · d8 black queen · e8 black king · g8 black knight · h8 black rook · a7 black pawn · b7 black pawn · c7 black pawn · f7 black pawn · g7 black pawn · h7 black pawn · e5 white pawn · b4 white bishop · c4 white pawn · a2 white pawn · b2 white pawn · e2 white king · g2 white pawn · h2 white pawn · a1 white rook · b1 white knight · d1 white queen · f1 white bishop · g1 black knight · h1 white rook | a8 black rook · b8 black knight · c8 black bishop · d8 black queen · e8 black king · g8 black knight · h8 black rook · a7 black pawn · b7 black pawn · c7 black pawn · f7 black pawn · g7 black pawn · h7 black pawn · e5 white pawn · b4 white bishop · c4 white pawn · a2 white pawn · b2 white pawn · e2 white king · g2 white pawn · h2 white pawn · a1 white rook · b1 white knight · d1 white queen · f1 white bishop · g1 black knight · h1 white rook | a8 black rook · b8 black knight · c8 black bishop · d8 black queen · e8 black king · g8 black knight · h8 black rook · a7 black pawn · b7 black pawn · c7 black pawn · f7 black pawn · g7 black pawn · h7 black pawn · e5 white pawn · b4 white bishop · c4 white pawn · a2 white pawn · b2 white pawn · e2 white king · g2 white pawn · h2 white pawn · a1 white rook · b1 white knight · d1 white queen · f1 white bishop · g1 black knight · h1 white rook | 8 |
| 7 | a8 black rook · b8 black knight · c8 black bishop · d8 black queen · e8 black king · g8 black knight · h8 black rook · a7 black pawn · b7 black pawn · c7 black pawn · f7 black pawn · g7 black pawn · h7 black pawn · e5 white pawn · b4 white bishop · c4 white pawn · a2 white pawn · b2 white pawn · e2 white king · g2 white pawn · h2 white pawn · a1 white rook · b1 white knight · d1 white queen · f1 white bishop · g1 black knight · h1 white rook | a8 black rook · b8 black knight · c8 black bishop · d8 black queen · e8 black king · g8 black knight · h8 black rook · a7 black pawn · b7 black pawn · c7 black pawn · f7 black pawn · g7 black pawn · h7 black pawn · e5 white pawn · b4 white bishop · c4 white pawn · a2 white pawn · b2 white pawn · e2 white king · g2 white pawn · h2 white pawn · a1 white rook · b1 white knight · d1 white queen · f1 white bishop · g1 black knight · h1 white rook | a8 black rook · b8 black knight · c8 black bishop · d8 black queen · e8 black king · g8 black knight · h8 black rook · a7 black pawn · b7 black pawn · c7 black pawn · f7 black pawn · g7 black pawn · h7 black pawn · e5 white pawn · b4 white bishop · c4 white pawn · a2 white pawn · b2 white pawn · e2 white king · g2 white pawn · h2 white pawn · a1 white rook · b1 white knight · d1 white queen · f1 white bishop · g1 black knight · h1 white rook | a8 black rook · b8 black knight · c8 black bishop · d8 black queen · e8 black king · g8 black knight · h8 black rook · a7 black pawn · b7 black pawn · c7 black pawn · f7 black pawn · g7 black pawn · h7 black pawn · e5 white pawn · b4 white bishop · c4 white pawn · a2 white pawn · b2 white pawn · e2 white king · g2 white pawn · h2 white pawn · a1 white rook · b1 white knight · d1 white queen · f1 white bishop · g1 black knight · h1 white rook | a8 black rook · b8 black knight · c8 black bishop · d8 black queen · e8 black king · g8 black knight · h8 black rook · a7 black pawn · b7 black pawn · c7 black pawn · f7 black pawn · g7 black pawn · h7 black pawn · e5 white pawn · b4 white bishop · c4 white pawn · a2 white pawn · b2 white pawn · e2 white king · g2 white pawn · h2 white pawn · a1 white rook · b1 white knight · d1 white queen · f1 white bishop · g1 black knight · h1 white rook | a8 black rook · b8 black knight · c8 black bishop · d8 black queen · e8 black king · g8 black knight · h8 black rook · a7 black pawn · b7 black pawn · c7 black pawn · f7 black pawn · g7 black pawn · h7 black pawn · e5 white pawn · b4 white bishop · c4 white pawn · a2 white pawn · b2 white pawn · e2 white king · g2 white pawn · h2 white pawn · a1 white rook · b1 white knight · d1 white queen · f1 white bishop · g1 black knight · h1 white rook | a8 black rook · b8 black knight · c8 black bishop · d8 black queen · e8 black king · g8 black knight · h8 black rook · a7 black pawn · b7 black pawn · c7 black pawn · f7 black pawn · g7 black pawn · h7 black pawn · e5 white pawn · b4 white bishop · c4 white pawn · a2 white pawn · b2 white pawn · e2 white king · g2 white pawn · h2 white pawn · a1 white rook · b1 white knight · d1 white queen · f1 white bishop · g1 black knight · h1 white rook | a8 black rook · b8 black knight · c8 black bishop · d8 black queen · e8 black king · g8 black knight · h8 black rook · a7 black pawn · b7 black pawn · c7 black pawn · f7 black pawn · g7 black pawn · h7 black pawn · e5 white pawn · b4 white bishop · c4 white pawn · a2 white pawn · b2 white pawn · e2 white king · g2 white pawn · h2 white pawn · a1 white rook · b1 white knight · d1 white queen · f1 white bishop · g1 black knight · h1 white rook | 7 |
| 6 | a8 black rook · b8 black knight · c8 black bishop · d8 black queen · e8 black king · g8 black knight · h8 black rook · a7 black pawn · b7 black pawn · c7 black pawn · f7 black pawn · g7 black pawn · h7 black pawn · e5 white pawn · b4 white bishop · c4 white pawn · a2 white pawn · b2 white pawn · e2 white king · g2 white pawn · h2 white pawn · a1 white rook · b1 white knight · d1 white queen · f1 white bishop · g1 black knight · h1 white rook | a8 black rook · b8 black knight · c8 black bishop · d8 black queen · e8 black king · g8 black knight · h8 black rook · a7 black pawn · b7 black pawn · c7 black pawn · f7 black pawn · g7 black pawn · h7 black pawn · e5 white pawn · b4 white bishop · c4 white pawn · a2 white pawn · b2 white pawn · e2 white king · g2 white pawn · h2 white pawn · a1 white rook · b1 white knight · d1 white queen · f1 white bishop · g1 black knight · h1 white rook | a8 black rook · b8 black knight · c8 black bishop · d8 black queen · e8 black king · g8 black knight · h8 black rook · a7 black pawn · b7 black pawn · c7 black pawn · f7 black pawn · g7 black pawn · h7 black pawn · e5 white pawn · b4 white bishop · c4 white pawn · a2 white pawn · b2 white pawn · e2 white king · g2 white pawn · h2 white pawn · a1 white rook · b1 white knight · d1 white queen · f1 white bishop · g1 black knight · h1 white rook | a8 black rook · b8 black knight · c8 black bishop · d8 black queen · e8 black king · g8 black knight · h8 black rook · a7 black pawn · b7 black pawn · c7 black pawn · f7 black pawn · g7 black pawn · h7 black pawn · e5 white pawn · b4 white bishop · c4 white pawn · a2 white pawn · b2 white pawn · e2 white king · g2 white pawn · h2 white pawn · a1 white rook · b1 white knight · d1 white queen · f1 white bishop · g1 black knight · h1 white rook | a8 black rook · b8 black knight · c8 black bishop · d8 black queen · e8 black king · g8 black knight · h8 black rook · a7 black pawn · b7 black pawn · c7 black pawn · f7 black pawn · g7 black pawn · h7 black pawn · e5 white pawn · b4 white bishop · c4 white pawn · a2 white pawn · b2 white pawn · e2 white king · g2 white pawn · h2 white pawn · a1 white rook · b1 white knight · d1 white queen · f1 white bishop · g1 black knight · h1 white rook | a8 black rook · b8 black knight · c8 black bishop · d8 black queen · e8 black king · g8 black knight · h8 black rook · a7 black pawn · b7 black pawn · c7 black pawn · f7 black pawn · g7 black pawn · h7 black pawn · e5 white pawn · b4 white bishop · c4 white pawn · a2 white pawn · b2 white pawn · e2 white king · g2 white pawn · h2 white pawn · a1 white rook · b1 white knight · d1 white queen · f1 white bishop · g1 black knight · h1 white rook | a8 black rook · b8 black knight · c8 black bishop · d8 black queen · e8 black king · g8 black knight · h8 black rook · a7 black pawn · b7 black pawn · c7 black pawn · f7 black pawn · g7 black pawn · h7 black pawn · e5 white pawn · b4 white bishop · c4 white pawn · a2 white pawn · b2 white pawn · e2 white king · g2 white pawn · h2 white pawn · a1 white rook · b1 white knight · d1 white queen · f1 white bishop · g1 black knight · h1 white rook | a8 black rook · b8 black knight · c8 black bishop · d8 black queen · e8 black king · g8 black knight · h8 black rook · a7 black pawn · b7 black pawn · c7 black pawn · f7 black pawn · g7 black pawn · h7 black pawn · e5 white pawn · b4 white bishop · c4 white pawn · a2 white pawn · b2 white pawn · e2 white king · g2 white pawn · h2 white pawn · a1 white rook · b1 white knight · d1 white queen · f1 white bishop · g1 black knight · h1 white rook | 6 |
| 5 | a8 black rook · b8 black knight · c8 black bishop · d8 black queen · e8 black king · g8 black knight · h8 black rook · a7 black pawn · b7 black pawn · c7 black pawn · f7 black pawn · g7 black pawn · h7 black pawn · e5 white pawn · b4 white bishop · c4 white pawn · a2 white pawn · b2 white pawn · e2 white king · g2 white pawn · h2 white pawn · a1 white rook · b1 white knight · d1 white queen · f1 white bishop · g1 black knight · h1 white rook | a8 black rook · b8 black knight · c8 black bishop · d8 black queen · e8 black king · g8 black knight · h8 black rook · a7 black pawn · b7 black pawn · c7 black pawn · f7 black pawn · g7 black pawn · h7 black pawn · e5 white pawn · b4 white bishop · c4 white pawn · a2 white pawn · b2 white pawn · e2 white king · g2 white pawn · h2 white pawn · a1 white rook · b1 white knight · d1 white queen · f1 white bishop · g1 black knight · h1 white rook | a8 black rook · b8 black knight · c8 black bishop · d8 black queen · e8 black king · g8 black knight · h8 black rook · a7 black pawn · b7 black pawn · c7 black pawn · f7 black pawn · g7 black pawn · h7 black pawn · e5 white pawn · b4 white bishop · c4 white pawn · a2 white pawn · b2 white pawn · e2 white king · g2 white pawn · h2 white pawn · a1 white rook · b1 white knight · d1 white queen · f1 white bishop · g1 black knight · h1 white rook | a8 black rook · b8 black knight · c8 black bishop · d8 black queen · e8 black king · g8 black knight · h8 black rook · a7 black pawn · b7 black pawn · c7 black pawn · f7 black pawn · g7 black pawn · h7 black pawn · e5 white pawn · b4 white bishop · c4 white pawn · a2 white pawn · b2 white pawn · e2 white king · g2 white pawn · h2 white pawn · a1 white rook · b1 white knight · d1 white queen · f1 white bishop · g1 black knight · h1 white rook | a8 black rook · b8 black knight · c8 black bishop · d8 black queen · e8 black king · g8 black knight · h8 black rook · a7 black pawn · b7 black pawn · c7 black pawn · f7 black pawn · g7 black pawn · h7 black pawn · e5 white pawn · b4 white bishop · c4 white pawn · a2 white pawn · b2 white pawn · e2 white king · g2 white pawn · h2 white pawn · a1 white rook · b1 white knight · d1 white queen · f1 white bishop · g1 black knight · h1 white rook | a8 black rook · b8 black knight · c8 black bishop · d8 black queen · e8 black king · g8 black knight · h8 black rook · a7 black pawn · b7 black pawn · c7 black pawn · f7 black pawn · g7 black pawn · h7 black pawn · e5 white pawn · b4 white bishop · c4 white pawn · a2 white pawn · b2 white pawn · e2 white king · g2 white pawn · h2 white pawn · a1 white rook · b1 white knight · d1 white queen · f1 white bishop · g1 black knight · h1 white rook | a8 black rook · b8 black knight · c8 black bishop · d8 black queen · e8 black king · g8 black knight · h8 black rook · a7 black pawn · b7 black pawn · c7 black pawn · f7 black pawn · g7 black pawn · h7 black pawn · e5 white pawn · b4 white bishop · c4 white pawn · a2 white pawn · b2 white pawn · e2 white king · g2 white pawn · h2 white pawn · a1 white rook · b1 white knight · d1 white queen · f1 white bishop · g1 black knight · h1 white rook | a8 black rook · b8 black knight · c8 black bishop · d8 black queen · e8 black king · g8 black knight · h8 black rook · a7 black pawn · b7 black pawn · c7 black pawn · f7 black pawn · g7 black pawn · h7 black pawn · e5 white pawn · b4 white bishop · c4 white pawn · a2 white pawn · b2 white pawn · e2 white king · g2 white pawn · h2 white pawn · a1 white rook · b1 white knight · d1 white queen · f1 white bishop · g1 black knight · h1 white rook | 5 |
| 4 | a8 black rook · b8 black knight · c8 black bishop · d8 black queen · e8 black king · g8 black knight · h8 black rook · a7 black pawn · b7 black pawn · c7 black pawn · f7 black pawn · g7 black pawn · h7 black pawn · e5 white pawn · b4 white bishop · c4 white pawn · a2 white pawn · b2 white pawn · e2 white king · g2 white pawn · h2 white pawn · a1 white rook · b1 white knight · d1 white queen · f1 white bishop · g1 black knight · h1 white rook | a8 black rook · b8 black knight · c8 black bishop · d8 black queen · e8 black king · g8 black knight · h8 black rook · a7 black pawn · b7 black pawn · c7 black pawn · f7 black pawn · g7 black pawn · h7 black pawn · e5 white pawn · b4 white bishop · c4 white pawn · a2 white pawn · b2 white pawn · e2 white king · g2 white pawn · h2 white pawn · a1 white rook · b1 white knight · d1 white queen · f1 white bishop · g1 black knight · h1 white rook | a8 black rook · b8 black knight · c8 black bishop · d8 black queen · e8 black king · g8 black knight · h8 black rook · a7 black pawn · b7 black pawn · c7 black pawn · f7 black pawn · g7 black pawn · h7 black pawn · e5 white pawn · b4 white bishop · c4 white pawn · a2 white pawn · b2 white pawn · e2 white king · g2 white pawn · h2 white pawn · a1 white rook · b1 white knight · d1 white queen · f1 white bishop · g1 black knight · h1 white rook | a8 black rook · b8 black knight · c8 black bishop · d8 black queen · e8 black king · g8 black knight · h8 black rook · a7 black pawn · b7 black pawn · c7 black pawn · f7 black pawn · g7 black pawn · h7 black pawn · e5 white pawn · b4 white bishop · c4 white pawn · a2 white pawn · b2 white pawn · e2 white king · g2 white pawn · h2 white pawn · a1 white rook · b1 white knight · d1 white queen · f1 white bishop · g1 black knight · h1 white rook | a8 black rook · b8 black knight · c8 black bishop · d8 black queen · e8 black king · g8 black knight · h8 black rook · a7 black pawn · b7 black pawn · c7 black pawn · f7 black pawn · g7 black pawn · h7 black pawn · e5 white pawn · b4 white bishop · c4 white pawn · a2 white pawn · b2 white pawn · e2 white king · g2 white pawn · h2 white pawn · a1 white rook · b1 white knight · d1 white queen · f1 white bishop · g1 black knight · h1 white rook | a8 black rook · b8 black knight · c8 black bishop · d8 black queen · e8 black king · g8 black knight · h8 black rook · a7 black pawn · b7 black pawn · c7 black pawn · f7 black pawn · g7 black pawn · h7 black pawn · e5 white pawn · b4 white bishop · c4 white pawn · a2 white pawn · b2 white pawn · e2 white king · g2 white pawn · h2 white pawn · a1 white rook · b1 white knight · d1 white queen · f1 white bishop · g1 black knight · h1 white rook | a8 black rook · b8 black knight · c8 black bishop · d8 black queen · e8 black king · g8 black knight · h8 black rook · a7 black pawn · b7 black pawn · c7 black pawn · f7 black pawn · g7 black pawn · h7 black pawn · e5 white pawn · b4 white bishop · c4 white pawn · a2 white pawn · b2 white pawn · e2 white king · g2 white pawn · h2 white pawn · a1 white rook · b1 white knight · d1 white queen · f1 white bishop · g1 black knight · h1 white rook | a8 black rook · b8 black knight · c8 black bishop · d8 black queen · e8 black king · g8 black knight · h8 black rook · a7 black pawn · b7 black pawn · c7 black pawn · f7 black pawn · g7 black pawn · h7 black pawn · e5 white pawn · b4 white bishop · c4 white pawn · a2 white pawn · b2 white pawn · e2 white king · g2 white pawn · h2 white pawn · a1 white rook · b1 white knight · d1 white queen · f1 white bishop · g1 black knight · h1 white rook | 4 |
| 3 | a8 black rook · b8 black knight · c8 black bishop · d8 black queen · e8 black king · g8 black knight · h8 black rook · a7 black pawn · b7 black pawn · c7 black pawn · f7 black pawn · g7 black pawn · h7 black pawn · e5 white pawn · b4 white bishop · c4 white pawn · a2 white pawn · b2 white pawn · e2 white king · g2 white pawn · h2 white pawn · a1 white rook · b1 white knight · d1 white queen · f1 white bishop · g1 black knight · h1 white rook | a8 black rook · b8 black knight · c8 black bishop · d8 black queen · e8 black king · g8 black knight · h8 black rook · a7 black pawn · b7 black pawn · c7 black pawn · f7 black pawn · g7 black pawn · h7 black pawn · e5 white pawn · b4 white bishop · c4 white pawn · a2 white pawn · b2 white pawn · e2 white king · g2 white pawn · h2 white pawn · a1 white rook · b1 white knight · d1 white queen · f1 white bishop · g1 black knight · h1 white rook | a8 black rook · b8 black knight · c8 black bishop · d8 black queen · e8 black king · g8 black knight · h8 black rook · a7 black pawn · b7 black pawn · c7 black pawn · f7 black pawn · g7 black pawn · h7 black pawn · e5 white pawn · b4 white bishop · c4 white pawn · a2 white pawn · b2 white pawn · e2 white king · g2 white pawn · h2 white pawn · a1 white rook · b1 white knight · d1 white queen · f1 white bishop · g1 black knight · h1 white rook | a8 black rook · b8 black knight · c8 black bishop · d8 black queen · e8 black king · g8 black knight · h8 black rook · a7 black pawn · b7 black pawn · c7 black pawn · f7 black pawn · g7 black pawn · h7 black pawn · e5 white pawn · b4 white bishop · c4 white pawn · a2 white pawn · b2 white pawn · e2 white king · g2 white pawn · h2 white pawn · a1 white rook · b1 white knight · d1 white queen · f1 white bishop · g1 black knight · h1 white rook | a8 black rook · b8 black knight · c8 black bishop · d8 black queen · e8 black king · g8 black knight · h8 black rook · a7 black pawn · b7 black pawn · c7 black pawn · f7 black pawn · g7 black pawn · h7 black pawn · e5 white pawn · b4 white bishop · c4 white pawn · a2 white pawn · b2 white pawn · e2 white king · g2 white pawn · h2 white pawn · a1 white rook · b1 white knight · d1 white queen · f1 white bishop · g1 black knight · h1 white rook | a8 black rook · b8 black knight · c8 black bishop · d8 black queen · e8 black king · g8 black knight · h8 black rook · a7 black pawn · b7 black pawn · c7 black pawn · f7 black pawn · g7 black pawn · h7 black pawn · e5 white pawn · b4 white bishop · c4 white pawn · a2 white pawn · b2 white pawn · e2 white king · g2 white pawn · h2 white pawn · a1 white rook · b1 white knight · d1 white queen · f1 white bishop · g1 black knight · h1 white rook | a8 black rook · b8 black knight · c8 black bishop · d8 black queen · e8 black king · g8 black knight · h8 black rook · a7 black pawn · b7 black pawn · c7 black pawn · f7 black pawn · g7 black pawn · h7 black pawn · e5 white pawn · b4 white bishop · c4 white pawn · a2 white pawn · b2 white pawn · e2 white king · g2 white pawn · h2 white pawn · a1 white rook · b1 white knight · d1 white queen · f1 white bishop · g1 black knight · h1 white rook | a8 black rook · b8 black knight · c8 black bishop · d8 black queen · e8 black king · g8 black knight · h8 black rook · a7 black pawn · b7 black pawn · c7 black pawn · f7 black pawn · g7 black pawn · h7 black pawn · e5 white pawn · b4 white bishop · c4 white pawn · a2 white pawn · b2 white pawn · e2 white king · g2 white pawn · h2 white pawn · a1 white rook · b1 white knight · d1 white queen · f1 white bishop · g1 black knight · h1 white rook | 3 |
| 2 | a8 black rook · b8 black knight · c8 black bishop · d8 black queen · e8 black king · g8 black knight · h8 black rook · a7 black pawn · b7 black pawn · c7 black pawn · f7 black pawn · g7 black pawn · h7 black pawn · e5 white pawn · b4 white bishop · c4 white pawn · a2 white pawn · b2 white pawn · e2 white king · g2 white pawn · h2 white pawn · a1 white rook · b1 white knight · d1 white queen · f1 white bishop · g1 black knight · h1 white rook | a8 black rook · b8 black knight · c8 black bishop · d8 black queen · e8 black king · g8 black knight · h8 black rook · a7 black pawn · b7 black pawn · c7 black pawn · f7 black pawn · g7 black pawn · h7 black pawn · e5 white pawn · b4 white bishop · c4 white pawn · a2 white pawn · b2 white pawn · e2 white king · g2 white pawn · h2 white pawn · a1 white rook · b1 white knight · d1 white queen · f1 white bishop · g1 black knight · h1 white rook | a8 black rook · b8 black knight · c8 black bishop · d8 black queen · e8 black king · g8 black knight · h8 black rook · a7 black pawn · b7 black pawn · c7 black pawn · f7 black pawn · g7 black pawn · h7 black pawn · e5 white pawn · b4 white bishop · c4 white pawn · a2 white pawn · b2 white pawn · e2 white king · g2 white pawn · h2 white pawn · a1 white rook · b1 white knight · d1 white queen · f1 white bishop · g1 black knight · h1 white rook | a8 black rook · b8 black knight · c8 black bishop · d8 black queen · e8 black king · g8 black knight · h8 black rook · a7 black pawn · b7 black pawn · c7 black pawn · f7 black pawn · g7 black pawn · h7 black pawn · e5 white pawn · b4 white bishop · c4 white pawn · a2 white pawn · b2 white pawn · e2 white king · g2 white pawn · h2 white pawn · a1 white rook · b1 white knight · d1 white queen · f1 white bishop · g1 black knight · h1 white rook | a8 black rook · b8 black knight · c8 black bishop · d8 black queen · e8 black king · g8 black knight · h8 black rook · a7 black pawn · b7 black pawn · c7 black pawn · f7 black pawn · g7 black pawn · h7 black pawn · e5 white pawn · b4 white bishop · c4 white pawn · a2 white pawn · b2 white pawn · e2 white king · g2 white pawn · h2 white pawn · a1 white rook · b1 white knight · d1 white queen · f1 white bishop · g1 black knight · h1 white rook | a8 black rook · b8 black knight · c8 black bishop · d8 black queen · e8 black king · g8 black knight · h8 black rook · a7 black pawn · b7 black pawn · c7 black pawn · f7 black pawn · g7 black pawn · h7 black pawn · e5 white pawn · b4 white bishop · c4 white pawn · a2 white pawn · b2 white pawn · e2 white king · g2 white pawn · h2 white pawn · a1 white rook · b1 white knight · d1 white queen · f1 white bishop · g1 black knight · h1 white rook | a8 black rook · b8 black knight · c8 black bishop · d8 black queen · e8 black king · g8 black knight · h8 black rook · a7 black pawn · b7 black pawn · c7 black pawn · f7 black pawn · g7 black pawn · h7 black pawn · e5 white pawn · b4 white bishop · c4 white pawn · a2 white pawn · b2 white pawn · e2 white king · g2 white pawn · h2 white pawn · a1 white rook · b1 white knight · d1 white queen · f1 white bishop · g1 black knight · h1 white rook | a8 black rook · b8 black knight · c8 black bishop · d8 black queen · e8 black king · g8 black knight · h8 black rook · a7 black pawn · b7 black pawn · c7 black pawn · f7 black pawn · g7 black pawn · h7 black pawn · e5 white pawn · b4 white bishop · c4 white pawn · a2 white pawn · b2 white pawn · e2 white king · g2 white pawn · h2 white pawn · a1 white rook · b1 white knight · d1 white queen · f1 white bishop · g1 black knight · h1 white rook | 2 |
| 1 | a8 black rook · b8 black knight · c8 black bishop · d8 black queen · e8 black king · g8 black knight · h8 black rook · a7 black pawn · b7 black pawn · c7 black pawn · f7 black pawn · g7 black pawn · h7 black pawn · e5 white pawn · b4 white bishop · c4 white pawn · a2 white pawn · b2 white pawn · e2 white king · g2 white pawn · h2 white pawn · a1 white rook · b1 white knight · d1 white queen · f1 white bishop · g1 black knight · h1 white rook | a8 black rook · b8 black knight · c8 black bishop · d8 black queen · e8 black king · g8 black knight · h8 black rook · a7 black pawn · b7 black pawn · c7 black pawn · f7 black pawn · g7 black pawn · h7 black pawn · e5 white pawn · b4 white bishop · c4 white pawn · a2 white pawn · b2 white pawn · e2 white king · g2 white pawn · h2 white pawn · a1 white rook · b1 white knight · d1 white queen · f1 white bishop · g1 black knight · h1 white rook | a8 black rook · b8 black knight · c8 black bishop · d8 black queen · e8 black king · g8 black knight · h8 black rook · a7 black pawn · b7 black pawn · c7 black pawn · f7 black pawn · g7 black pawn · h7 black pawn · e5 white pawn · b4 white bishop · c4 white pawn · a2 white pawn · b2 white pawn · e2 white king · g2 white pawn · h2 white pawn · a1 white rook · b1 white knight · d1 white queen · f1 white bishop · g1 black knight · h1 white rook | a8 black rook · b8 black knight · c8 black bishop · d8 black queen · e8 black king · g8 black knight · h8 black rook · a7 black pawn · b7 black pawn · c7 black pawn · f7 black pawn · g7 black pawn · h7 black pawn · e5 white pawn · b4 white bishop · c4 white pawn · a2 white pawn · b2 white pawn · e2 white king · g2 white pawn · h2 white pawn · a1 white rook · b1 white knight · d1 white queen · f1 white bishop · g1 black knight · h1 white rook | a8 black rook · b8 black knight · c8 black bishop · d8 black queen · e8 black king · g8 black knight · h8 black rook · a7 black pawn · b7 black pawn · c7 black pawn · f7 black pawn · g7 black pawn · h7 black pawn · e5 white pawn · b4 white bishop · c4 white pawn · a2 white pawn · b2 white pawn · e2 white king · g2 white pawn · h2 white pawn · a1 white rook · b1 white knight · d1 white queen · f1 white bishop · g1 black knight · h1 white rook | a8 black rook · b8 black knight · c8 black bishop · d8 black queen · e8 black king · g8 black knight · h8 black rook · a7 black pawn · b7 black pawn · c7 black pawn · f7 black pawn · g7 black pawn · h7 black pawn · e5 white pawn · b4 white bishop · c4 white pawn · a2 white pawn · b2 white pawn · e2 white king · g2 white pawn · h2 white pawn · a1 white rook · b1 white knight · d1 white queen · f1 white bishop · g1 black knight · h1 white rook | a8 black rook · b8 black knight · c8 black bishop · d8 black queen · e8 black king · g8 black knight · h8 black rook · a7 black pawn · b7 black pawn · c7 black pawn · f7 black pawn · g7 black pawn · h7 black pawn · e5 white pawn · b4 white bishop · c4 white pawn · a2 white pawn · b2 white pawn · e2 white king · g2 white pawn · h2 white pawn · a1 white rook · b1 white knight · d1 white queen · f1 white bishop · g1 black knight · h1 white rook | a8 black rook · b8 black knight · c8 black bishop · d8 black queen · e8 black king · g8 black knight · h8 black rook · a7 black pawn · b7 black pawn · c7 black pawn · f7 black pawn · g7 black pawn · h7 black pawn · e5 white pawn · b4 white bishop · c4 white pawn · a2 white pawn · b2 white pawn · e2 white king · g2 white pawn · h2 white pawn · a1 white rook · b1 white knight · d1 white queen · f1 white bishop · g1 black knight · h1 white rook | 1 |
|   | a | b | c | d | e | f | g | h |   |

7. Ke2 fxg1=S+! (dijagram)
Promocija u skakača je bit zamke. (Ako 7...fxg1=D, slijedi 8. Dxd8+ Kxd8 9.Txg1 i Bijeli se drži.) Sada 8. Txg1 Lg4+ osvaja damu Bijelog pa se kralj ponovno mora micati.
8. Ke1 Dh4+ 9. Kd2
9. g3, gubi topa na h1 zbog dvojnog udara 9...De4+.
9... Sc6
Bijeli je izgubljen. Poslije 10. Lc3, potez 10... Lg4 s 11... 0-0-0+ je dovoljan za pobjedu Crnog.